# Lonesome Dove (mini-série)
Pour les articles homonymes, voir Lonesome Dove.
Lonesome Dove est une mini-série américaine en 4 épisodes de 96 minutes réalisée par Simon Wincer, d'après le roman éponyme de Larry McMurtry, qui permit à l'auteur de remporter le prix Pulitzer en 1985. Elle a été diffusée du 5 au 8 février 1989 sur le réseau CBS. En France, elle a été diffusée à partir du 29 décembre 1993 sur Jimmy,.
Il s'agit de la première série dérivée de l'univers de Lonesome Dove, quatre lui succèderont : La Loi des justes (1993), Le Crépuscule (1995), Les Jeunes Années (1996) et Comanche Moon (2008).
En France, les quatre premières saisons sont diffusées par Koba Films ; une intégrale est disponible en coffret depuis le 23 février 2012.

## Synopsis
Lonesome Dove, près de la frontière mexicaine.
Gus McCrae (Robert Duvall) et Woodrow F. Call (Tommy Lee Jones) sont des anciens Texas Rangers respectés, reconvertis dans l’élevage de chevaux. Le retour de l'aventurier Jake Spoon (Robert Urich), après dix ans d’absence, bouleverse leur quotidien : il propose aux deux amis de construire un ranch dans le Montana, un État prometteur. Séduits par l’idée, Gus et Woodrow entreprennent de traverser le pays jusqu'au Montana, à travers les contrées hostiles de l’Ouest sauvage, où les bandits et les Indiens ont envahi le territoire…

## Fiche technique
- Titre : Lonesome Dove
- Réalisation : Simon Wincer
- Scénario : William D. Wittliff et Larry McMurtry, d'après le roman éponyme de ce dernier
- Musique : Basil Poledouris
- Production : Dyson Lovell et Suzanne De Passe
- Sociétés de production : Motown Productions
- Lieux de tournage : Nouveau-Mexique et Texas
- Pays d'origine :  États-Unis
- Langue : anglais
- Classification :  tous publics
- Première diffusion : 5 février 1989 sur CBS[4]

## Distribution

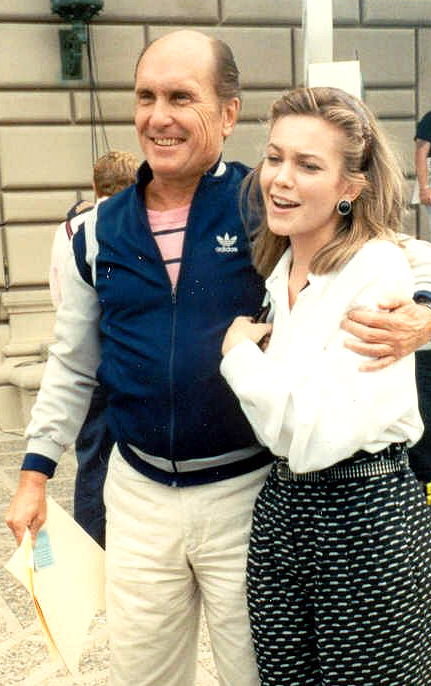
Robert Duvall et Diane Lane en 1989, à la quarante-et-unième cérémonie des Emmy Awards, photographiés par Alan Light ; ils interprètent les rôles de Gus McCrae et Lorena Wood dans Lonesome Dove.

- Robert Duvall (VF : Marc De Georgi) : capitaine Augustus « Gus » McCrae
- Tommy Lee Jones (VF : Bernard Tiphaine) : capitaine Woodrow F. Call
- Danny Glover (VF : Pierre Saintons) : Joshua Deets
- Diane Lane (VF : Martine Irzenski) : Lorena Wood
- Robert Urich : Jake Spoon
- Frederic Forrest : Blue Duck
- D. B. Sweeney : Dishwater « Dish » Boggett
- Ricky Schroder : Newt Dobbs
- Anjelica Huston : Clara Allen
- Chris Cooper (VF : Thierry Ragueneau) : July Johnson
- Timothy Scott : Pea Eye Parker
- Glenne Headly : Elmira Johnson
- Barry Corbin : Roscoe Brown
- William Sanderson : Lippy Jones
- Barry Tubb : Jasper Fant
- Gavin O’Herlihy : Dan Suggs
- Steve Buscemi : Luke
- Frederick Coffin : Big Zwey
- Travis Swords : Allan O’Brien
- Kevin O’Morrison : le docteur
- Ron Weyand : Old Hugh
- Helena Humann : Peach Johnson
- Jorge Martínez de Hoyos : Po Campo

 Source et légende : version française (VF) sur RS Doublage

## Production
Tommy Lee Jones et Robert Duvall ont réalisé eux-mêmes la quasi-totalité de leurs cascades ; à l'exception d'une brève scène où Duvall devait chevaucher au milieu d'une horde de bisons.

## Réception
Lonesome Dove reçut de très bonnes critiques lors de sa diffusion, tant auprès des spectateurs que des critiques. Il fait partie des rares films et séries à avoir obtenu 100 % d'avis positifs sur Rotten Tomatoes.

## Récompenses
- L'année de sa diffusion, en 1989, Lonesome Dove est encensée par sept Emmy Awards (sur dix-neuf nominations).
- En 1990, elle est lauréate aux Golden Globe dans quatre catégories, remportant celles de « Meilleure mini-série télévisée » et de « Meilleur acteur dans une mini-série ou un téléfilm » pour Robert Duvall.